# 川财证券
川财证券股份有限公司	，成立于1997年9月23日，前身为成立于1988年7月，经四川省人民政府批准、由四川省财政出资兴办的四川省川财证券公司，是全国首家由财政国债中介机构整体转制而成的专业证券公司。
2021年2月，由于债券交易业务存在的四大问题，四川证监局暂停川财证券资产管理产品备案3个月、暂停新增自营债券投资规模3个月，并责令处分有关人员。7月，川财证券获评证券公司分类C级。2022年1月12日，由于川财证券基金销售存在四项问题，四川证监局对其出具警示函。